# Gračišće
Gračišće (italsky Gallignana) je vesnice a správní středisko stejnojmenné opčiny v Chorvatsku v Istrijské župě. Nachází se v pohoří Ćićarija, asi 8 km jihovýchodně od Pazinu. V roce 2011 žilo v Gračišći 466 obyvatel, v celé opčině pak 1 419 obyvatel.
Součástí opčiny je celkem sedm trvale obydlených vesnic. Dříve byly součástí opčiny i bývalé vesnice Funčići, Jašići a Lovrinići.
- Batlug – 127 obyvatel
- Bazgalji – 245 obyvatel
- Gračišće – 466 obyvatel
- Jakačići – 143 obyvatel
- Mandalenčići – 291 obyvatel
- Milotski Breg – 93 obyvatel
- Škopljak – 54 obyvatel

Opčinou prochází státní silnice D64. Gračišće je často navštěvováno turisty díky svému hradu Kula a zříceninám středověkých kostelů sv. Šimona a Pankracija. Nachází se zde rovněž pět kostelů (svatého Antonína, Matky Boží na Placu, Matky Boží Žalostné, svaté Eufémie a svatého Víta).